# Cerastium madrense
Cerastium madrense är en nejlikväxtart som beskrevs av S. Wats. Cerastium madrense ingår i släktet arvar, och familjen nejlikväxter. Inga underarter finns listade i Catalogue of Life.